# Медаль «За перетворення Нечорнозем'я РРФСР»
Меда́ль «За перетво́рення Нечорнозе́м'я РРФСР» — медаль, державна нагорода СРСР. Введена указом Президії Верховної Ради СРСР 30 вересня 1977 року. Автор малюнку медалі — художник Ю. О. Лук'янов.

## Опис
Медаль «За перетворення Нечорнозем'я РРФСР» має форму правильного круга діаметром 32 мм, виготовлена з томпаку.
На лицьовому боці медалі зображено трактор і зоране поле. Зліва від краю поля — скотарський комплекс, елеватор та опора лінії електропостачання, на обрії — лісова смуга та сонце, що сходить. Унизу по колу — напис «За преобразование Нечерноземья РСФСР», згори — зображення пшеничного колоса.
На зворотному боці — зображення серпа і молота з вплетеним пшеничним колоссям, угорі — п'ятикутна зірка, від якої розходяться промені. Усі зображення і написи на медалі — випуклі.
Медаль «За перетворення Нечорнозем'я РРФСР» за допомогою вушка і кільця з'єднується з п'ятикутною колодочкою, обтягнутою шовковою муаровою стрічкою шириною 24 мм. Стрічка складається з двох подовжніх зелених смужок завширшки 7 мм кожна по краях та блакитної завширшки 6 мм у центрі. Стрічка обрамлена вузькими смужками жовтого кольору завширшки 2 мм кожна.

## Нагородження медаллю
Медаллю «За перетворення Нечорнозем'я РРФСР» нагорожувалися робітники, селяни та службовці, що відзначилися ударною працею по виконанню довгочасної програми розвитку сільського господарства Нечорноземної зони РРФСР. Як правило, нагороджувалися працівники, що проробили у зоні Нечрнозем'я щонайменше 3 роки.
Медаль носиться на лівій стороні грудей, за наявності у нагородженого інших медалей СРСР розташовується після медалі «За будівництво Байкало-Амурської магістралі».
Усього медаллю «За перетворення Нечорнозем'я РРФСР» було проведено близько 25 000 нагороджень.